# Мечеть аль-Кіблатайн
Мечеть аль-Кіблатайн (араб. مَسْجِدُ ٱلْقِبْلَتَيْنِ) — мечеть у місті Медина, Саудівська Аравія.

## Історія
Побудована за життя пророка Мухамеда і є однією з найперших мечетей. Ця мечеть є важливою в мусульманській традиції, оскільки саме тут Мухаммад отримав одкровення від Аллаха, в якому він доручив йому прийняти Каабу як кіблу. До цього Єрусалим був кіблою ісламу - об'єктом, у напрямку якого належало здійснювати мусульманську молитву (салат). Поки мусульмани перебували в Мецці, а також протягом 17-18 місяців у Медині, вони молилися у напрямку Єрусалиму. (у 625 місце кібли надовго зайняла Кааба в Мецці).